# イシムカデ
イシムカデとは、節足動物門多足亜門ムカデ綱イシムカデ目（Lithobiomorpha）に含まれるムカデ類の総称である。

## 形態
多くの種が大きくても30mmを越える程度。その形態は小さなムカデであり、オオムカデ類の子供と間違われることもある。体は平たく、成体は15対の脚があり、最後の二対が特に長い。改形変態で、体節の上限が15というところが同じムカデ綱のゲジ目と共通している。
イシムカデ目トゲイシムカデ科のゲジムカデ（Esastigmatobius）という属はトゲイシムカデ科とゲジ目の間のような姿で、全体的に滑らかな光沢がある。触角や脚が他のイシムカデに比べて細長く節に棘がある、とても素早いのでゲジを思わせる、背板の小背板の後緑は深く湾入した構造で他のイシムカデ目に無い特徴である。イッスンムカデ科のムカデは名の通り比較的大型となり数十mmになる。特にオオイッスンムカデは50mmに至るとされるが、千葉県内で採集されて記載されて以来採られた記録が無い。

## 生態
浅い土中や朽ち木、枯葉などが堆積した湿った場所に潜む。夜行性だが、日中に土中から姿を見せることもある。肉食性で素早く走り回り、トビムシ等の小動物を捕食するが、自身もまた大型のクモや肉食昆虫、さらにオオムカデといった、より強力な捕食者の餌となっている。特に、一部のオオムカデは本種を専食している場合もある。体が小さいが、ムカデの仲間だけに比較的寿命が長く、数年生きる。

## 人間との関係
オオムカデよりも体が小さく臆病なため、人との接触による害はあまり聞かれないが、人家に潜入したときには不快害虫として扱われている。北海道ではオオチャイロイシムカデLithobius forficatusが屋内へ侵入し、不快害虫として扱われている。
オオムカデよりも更に動きが速く、走り出すと捕まえるのが困難になる。希にペットとして販売されるが、体が小さいため、オオムカデの類ほどペット人気は高くない。飼育はオオムカデ類とほぼ同じだが、オオムカデ類ほどスペースを取らないために、オオムカデ類よりも楽だといえる。